# 胸斑笛鲷
胸斑笛鲷（学名：Lutjanus carponotatus）为輻鰭魚綱鱸形目鱸亞目笛鲷科笛鲷属的鱼类。分布印度西太平洋區，從印度至澳洲北部海域，棲息深度2-80公尺，體長可達40公分，成魚棲息在珊瑚礁區，屬肉食性，成群活動，可做為食用魚及遊釣魚。该物种的模式产地在澳大利亚。

## 扩展阅读
維基物種上的相關：胸斑笛鲷